# Samotna cyklistka
Samotna cyklistka (ang. The Adventure of the Solitary Cyclist) – jedno z opowiadań Arthura Conana Doyle’a opisujących przygody Sherlocka Holmesa i doktora Watsona. Pierwsza publikacja w Collier’s Weekly (grudzień 1903, rysunki Frederic Dorr Steele), druga w The Strand Magazine (styczeń 1904, rysunki Sidney Paget). W wydaniu książkowym po raz pierwszy w tomie Powrót Sherlocka Holmesa w 1905 r. Znane też jako Samotny cyklista.

## Opis fabuły
Do Sherlocka Holmesa zwraca się panna Wioletta Smith, nauczycielka muzyki, która po śmierci ojca mieszka z matką na wsi. Kobieta spotkała się z panami Carruthersem i Woodleyem, którzy wrócili z Afryki Południowej z wiadomością, że jej stryj zmarł. Pierwszy z nich wydał się jej dżentelmenem, drugi grubianinem. Z braku dużych dochodów z radością przyjęła pracę domowej nauczycielki dla dziecka pana Carruthersa, który zaproponował jej stawkę dwa razy wyższą niż przeciętna. Wioletta pracowała spokojnie u chlebodawcy, póki nie zaczął go odwiedzać Woodley. Młodzieniec natarczywie zalecał się do niej, w końcu Carruthers wyprosił go stamtąd.
Co tydzień, gdy panna Smith jeździ rowerem do domu na weekend, podąża za nią w odległości 200 jardów tajemniczy rowerzysta. Chcąc odkryć jego tożsamość, dziewczyna bezskutecznie próbuje zbliżyć się do niego. Wysłany na obserwację Watson również nie rozpoznaje rowerzysty. Holmes robi rozpoznanie w pobliskim pubie, gdzie stacza walkę z Woodleyem, zaniedbuje jednak ostrzec klientkę, co jej grozi. Podczas jednej z podróży kobieta zostaje porwana przez Woodleya i jego wspólnika, Williamsona, właściciela pobliskiego dworu i byłego księdza. Bandyci zmuszają pannę do ślubu z Woodleyem, kiedy na miejsce docierają Holmes z doktorem i Carruthers, który był tajemniczym cyklistą. Z początku był on członkiem szajki, ale zmieniwszy zamiary, chronił z oddali pannę Smith przed porwaniem. Na widok tego, co wspólnicy zrobili dziewczynie, rani Woodleya strzałem z pistoletu. Sherlock Holmes tłumaczy, że ślub nie jest ważny, ponieważ miał miejsce przymus, a Williamson nie ma legalnych święceń. 
Motywem porwania okazuje się majątek jaki panna Smith odziedziczyła po stryju, co przy tej okazji  wyszło na jaw.
Przygoda kończy się karą dla porywaczy: Woodley i Williamson trafiają do więzienia, wobec Carruthersa kara zostaje złagodzona. 
Ekranizacje:
- 1921 Holmes - Eille Norwood, Watson - Hubert Willis[1].
- 1968 Holmes - Peter Cushing, Watson - Nigel Stock[2].
- 1984 Holmes - Jeremy Brett, Watson - David Burke[3].